# 斯韋爾角
斯韋爾角（英語：Swell Point），是南極洲的海岬，位於南桑威奇群島，處於雷澤盧申角以南2.2公里的庫克島東南端，在1930年由英國探險隊繪入地圖和命名，由英國海外領土管轄。